# Cultura di Abaševo

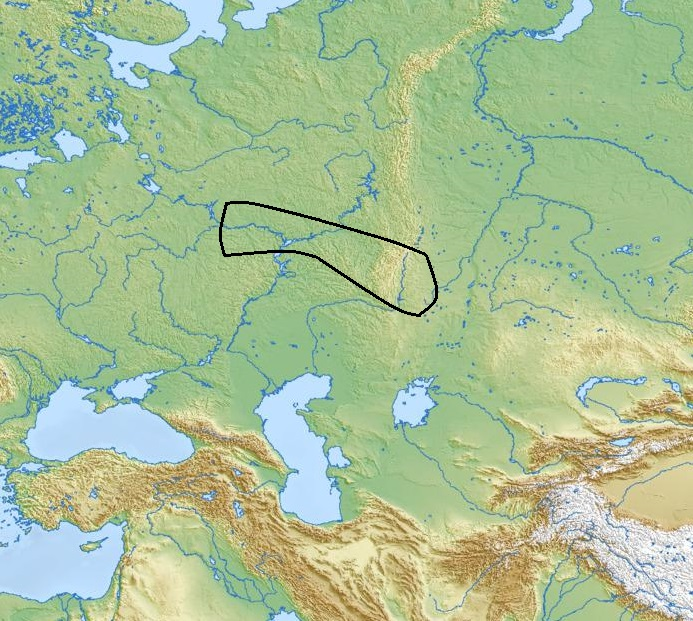
Distribuzione geografica

La cultura di Abaševo è una cultura della tarda età del bronzo, diffusa nella regione del Volga e degli Urali meridionali e facente parte del gruppo delle culture "kurgan", caratterizzate dalla sepoltura entro tumuli.
Secondo David W. Anthony la cultura di Abaševo sarebbe datata tra il 2500 a.C. o poco dopo, e il 2200 a.C. e sarebbe diffusa tra il corso superiore del fiume Don ad ovest, la regione del medio corso del Volga, con cimiteri kurgan, al centro, e fino al fiume Belaya e le colline pedemontane degli Urali meridionali ad est, e si sarebbe sostituita assorbendola alla cultura di Volosovo.
Secondo James Patrick Mallory sarebbe invece datata nel (XVII-XVI secolo a.C.) e si sarebbe diffusa nelle steppe e foreste delle vallate del Kama e del Volga, a nord della confluenza del fiume Samara, oltre che nella parte meridionale della catena degli Urali.
La cultura prende il nome dal villaggio di Abaševo (Čuvašija), dove venne scoperta nel 1925 una necropoli (V. Smolin).
L'economia si basava su agricoltura e allevamento ed erano utilizzati cavalli e carri.

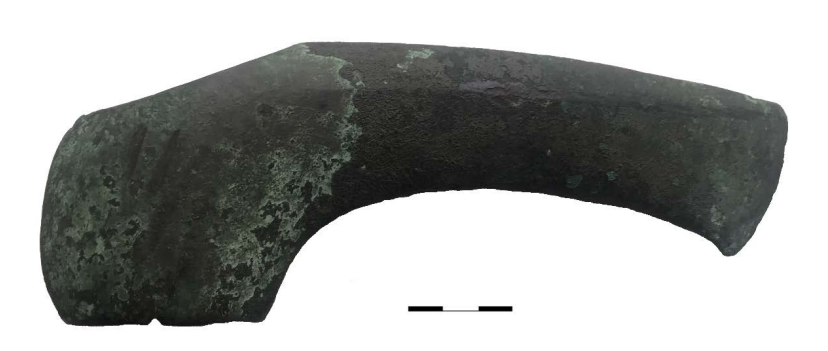
Ascia in bronzo

Ci sono prove di lavorazione del rame, utilizzato puro, e del bronzo, con forte componente di arsenico, ed è probabile che lo sviluppo di questa cultura sia collegato allo sfruttamento delle miniere di rame degli Urali meridionali, dove si produssero oggetti di rame, dagli ornamenti, agli utensili, alle armi, con ricche decorazioni (linee con anellini, spirali, emisfere).
Seguì la pratica già presente nella cultura di Jamna di inumare i defunti in tumuli, che mancavano invece nella più antica cultura di Fatyanovo-Balanovo. I tumuli erano circondati da recinti circolari e il defunto era sepolto in posizione fetale, ovvero supino con le ginocchia rialzate.
Il corredo funebre si compone solo di un paio di recipienti ceramici per defunto, ma con ricchi ornamenti personali in metallo e, per le donne, copricapi a banda con decorazioni in perline piatte o tubulari, intervallate da pendenti con spirali e rosette.
Alcuni tumuli con defunti uccisi da ferite di ascia hanno fatto supporre un clima di guerra, a cui probabilmente si dovette l'invenzione del carro da guerra.
Anche le ceramiche, vasi con base piatta e a forma di tulipano o biconici, con superficie levigata e brunita, erano ugualmente decorate con motivi impressi da ruote dentate ovvero incisi (linee orizzontali, zig-zag, linee ondulate, triangoli e meandri)
La lingua parlata era probabilmente una lingua iranica ed è possibile che siano esistiti contatti con le lingue uraliche (dai quali proverrebbero alcuni prestiti iranici in queste ultime).
La cultura di Abaševo occupò parte dell'area di diffusione della più antica cultura di Fatyanovo-Balanovo, variante orientale della prima fase della cultura della ceramica cordata, ma non è accertato quale relazione ci sia stata tra le due. Nella stessa area si sviluppò in seguito la cultura di Srubna.